# اندیس قوپوز
قوپوز یک اندیس فلزی است که در حوالی شهر قره آغاج استان آذربایجان غربی قرار دارد و مادهٔ معدنی موجود در آن، منگنز است.  